# Hectocótilo
Hectocótilo é um dos braços do macho da maioria dos cefalópodes, que é modificado de várias maneiras para o efeito de fertilização dos óvulos da fêmea. É usado para armazenar espermatóforos e transferi-los para a cavidade paleal da fêmea. Os machos de decapodiformes geralmente formam uma hectocótilo novo em cada nova temporada.
A forma da ponta do hectocótilo (Calamus e Lígula) tem sido muito utilizada na sistemática dos Octópodes. Em muitas espécies é bastante elaborado. No entanto, nos machos de algumas espécies, como o polvo de sete braços (Haliphron atlanticus), o hectocótilo é um saco discreto na frente do olho direito, que lhe dá a aparência de ter apenas sete braços.
O termo hectocotylus foi criado por Georges Cuvier, que primeiro encontrou um embutido no manto de um argonauta do sexo feminino. Supondo que fosse um verme parasita, Cuvier deu-lhe um nome genérico. O hectocótilo foi descrito pela primeira vez nos trabalhos biológicos de Aristóteles, mas foi amplamente desacreditado até sua redescoberta no século XIX.